# Illes Near
Les illes Near o illes Sasignan (en anglès Near Islands, en aleutià: Sasignan tanangin, en rus Ближние острова) són un grup d'illes volcàniques que formen part de les illes Aleutianes, al sud-oest d'Alaska, entre les illes del Comandant, a l'oest, i les illes Rat, a l'est.

## Geografia
Les més grans de les illes Near són Attu i Agattu. A més d'alguns illots que hi en el canal entre Attu i Agattu, les altres illes importants són les illes Semichi, al nord-est de les primeres, entre les quals destaquen Alaid, Nizki i Shemya. A unes 20 milles al sud-est de Shemya hi ha uns petits esculls rocosos coneguts com Ingenstrem Rocks. La superfície total de les illes Near és de 1.143,785 km², i la seva població total era de 47 persones segons el cens del 2000. L'única illa poblada és Shemya des que el 2010 l'estació de la Guàrdia Costanera dels Estats Units a Attu va tancar i tots els habitants van abandonar l'illa.

## Història
Les illes van ser anomenades Near Islands pels exploradors russos del segle xviii perquè eren les illes Aleutianas més properes a Rússia. Durant la Segona Guerra Mundial, l'exèrcit imperial japonès va ocupar les illes Near el 1942, sent les primeres terres estatunidenques en ser ocupades per un exèrcit enemic des de la guerra de 1812. Les forces estatunidenques van recuperar les illes durant la campanya de les illes Aleutianes de 1943.